# Мартин червонодзьобий
Мартин червонодзьобий (Larus heermanni) — вид мартинів з роду Larus. Поширений у Північній Америці.

## Назва
Вид названо на честь американського натураліста Адольфуса Льюїса Геєрманна (1821—1856).

## Поширення
Птах гніздиться на островах Каліфорнійської затоки та у Каліфорнії (США). 90 % пар гніздяться на острові Ісла-Раса. 150 пар розмножуються на острові Джордж, 1500 на Чоллуда, 4000 на Ісла-Кардоноса-Есте і 200 особин, що гніздяться на Сан-Іль-де-Фонсо. Мпенші гніздові колонії трапляються на південь до Наяриту та островів Сан-Беніто та Сан-Роке і на півночі до Каліфорнії.
Єдина відома активна колонія гніздування в континентальній частині Сполучених Штатів розташована в Сісайді, штат Каліфорнія, коли станом у 1999 році спостерігали невелику кількість мартинів, які гніздилися на штучних насипних островах на озері Робертс. У червні 2018 року одне з головних місць гніздування колонії було знищено через автотрощу. У квітні 2019 року, отримавши дозвіл від міста Сісайд, Товариство Монтерей Одюбон розгорнуло плавучий штучний острів для гніздування в озері Робертс, намагаючись відновити територію гніздування колонії.
Поза сезоном розмноження птах мігрує вздовж узбережжя на північ до Британської Колумбії та на південь до Гватемали.

## Спосіб життя
Цей прибережний вид розмножується дуже синхронно і часто з високою щільністю (до 110 гнізд/100 м²) на віддалених скелястих узбережжях і острівцях. Харчується в основному в прибережних водах і в прибережній зоні, а також в океанічних водах навколо островів розмноження. Як і більшість видів мартинів, вид є опортуністом, споживаючи широкий спектр морських мешканців, а також антропогенні відходи та падло. Серед риби, крім оселедця, переважають тихоокеанська сардина, анчоус і корюшка. Крім того, на суші полює на кальмарів та інших молюсків, а також на комах і ящірок. Здобич зазвичай ловлять у польоті з поверхні води, зрідка мартин також ненадовго пірнає, але не занурюючись повністю.